# ريتشارد ليونتن
ريتشارد تشارلز ليوونتين (بالإنجليزية: Richard Lewontin)‏ هو عالم أحياء تطوري أمريكي وعالم رياضيات وعالم وراثة ومعلقٌ اجتماعي من مواليد 29 آذار/مارس في عام 1929. كرائدٍ في تطوير الأساس الرياضي لعلم الوراثة السكانية والنظرية التطورية، كان رائدٌ في تطبيق التقنيات من البيولوجيا الجزيئية مثل الرحلان الكهربائي الهلامي إلى مسائل التباين الوراثي والتطور.
ساعد ليوونتين في زوجٍ من المقالات البارزة لعام 1966 التي شارك في تأليفها جيه إل هابي في مجلة علم الوراثة في تمهيد الطريق للحقل الحديث للتطور الجزيئي. في عام 1979 قدّم هو وستيفن جاي جولد مصطلح "spandrel" في النظرية التطورية. من عام 1973 إلى عام 1998، مُنِح كرسيًا في جامعة هارفارد في تخصص علم الحيوان وعلم الأحياء، وأصبح أستاذًا باحثًا هناك منذ عام 2003.

## النشأة والتعليم
وُلد ليوونتين في مدينة نيويورك لأبوين من المهاجرين اليهود من أوروبا الشرقية في أواخر القرن التاسع عشر. التحق بمدرسة فورست هيلز الثانوية ومدرسة الدراسات العليا في نيويورك. تخرج من كلية هارفارد في عام 1951، وحصل على درجة الماجستير في الإحصاء الرياضي في عام 1952 تليها الدكتوراه في علم الحيوان في عام 1954، وكلاهما من جامعة كولومبيا حيث كان طالبًا في ثيودوسيوس دوبزانسكي.
شغل ليوونتين مناصب أعضاء هيئة التدريس في جامعة ولاية كارولينا الشمالية وجامعة روتشستر وجامعة شيكاغو. عُيِّن ليوونتين كأستاذ ألكساندر أغاسيز في علم الحيوان وأستاذ علم الأحياء بجامعة هارفارد في عام 1973 وشغل هذا المنصب حتى عام 1998.

## مهنة

### العمل في علم الوراثة السكانية
عمل ليوونتين في كلٍ من علم الوراثة السكانية النظرية والتجريبية. كانت السمة المميزة لعمله هو اهتمامه في التكنولوجيا الجديدة. لقد كان أول شخصٍ يقوم بمحاكاة كمبيوتر لسلوك موضع جينٍ واحد (كانت أعمال المحاكاة السابقة من نماذج لها مواقع متعددة). كان ليوونتين وكين إشي كوجيما أول علماءٍ للوراثة السكانية الذين يقدمون معادلات تغيير ترددات النمط الفرداني مع تفاعل الانتقاء الطبيعي في موقعين في عام 1960. أدى هذا إلى موجةٍ من العمل النظري على اختيار موقعين في الستينيات والسبعينيات.
أعطت ورقتهم اشتقاقًا نظريًا للتوازن المتوقع كما بحثوا في ديناميات النموذج من خلال تكرار الكمبيوتر. قدم ليوونتين لاحقًا مقياس عدم التوازن في الارتباط، وقدّم أيضًا مصطلح «اختلال الارتباط» الذي لم يلقى حماسًا كبيرًا من قبل علماء الوراثة.
نشر ليوونتين وجاك هوبى ورقة أحدثت ثورةً في علم الوراثة السكانية حيث استخدموا البروتين الكهربائي للهلام لاستطلاع عشرات المواقع في ذبابة الفاكهة "Drosophila pseudoobscura"، وأفادوا أن جزءًا كبيرًا من الموضع كان متعدد الأشكال، وأن الموضع المتوسط كان عنده حوالي 15٪ فرصة أن يكون منهم متغاير الزيجوت. كان العمل السابق باستخدام الرحلان الكهربائي الهلامي عبارةً عن تقاريرٍ عن تباين في موضع واحد ولم يعط أي معنى لمدى الاختلاف الشائع.

### العمل على التنوع الوراثي البشري
حدد ليوونتين في عام 1972 أن معظم التباين (80-85 ٪) بين البشر موجودون ضمن مجموعاتٍ جغرافيةٍ محلية وأن الاختلافات التي تعزى إلى مجموعات «العرق» التقليدية هي جزء ثانوي من التباين الوراثي البشري (1-15 ٪) وهذا في الورقة التاريخية.

## نقد علم الأحياء التطوري السائد
استجاب علماء الأحياء بمن فيهم ليوونتين وزميله في جامعة هارفارد ستيفن جاي جولد وروث هوبارد سلبًا عندما اقترح كتاب سوسيولوجيا البيولوجيا للكاتب إي. و. ويلسون تفسيراتٍ تطوريةٍ للسلوكيات الاجتماعية للإنسان في عام 1975.

### علم الاجتماع الاجتماعي وعلم النفس التطوري
كان ليوونتين ناقدًا دائمًا لبعض الموضوعات في الداروينية الجديدة إلى جانب آخرين مثل جولد. على وجه التحديد، انتقد مؤيدي علم الاجتماع الاجتماعي وعلم النفس التطوري مثل إدوارد ويلسون وريتشارد دوكينز الذين يحاولون شرح سلوك الحيوان والهياكل الاجتماعية من حيث الميزة أو الاستراتيجية التطورية. ينتقد هو وآخرون هذا النهج عند تطبيقه على البشر كما يراه الحتمية الجينية. يشير ليوونتين في كتاباته إلى أن هناك حاجة إلى رؤية أكثر دقة للتطور، الأمر الذي يتطلب فهمًا أكثر حذرًا لسياق الكائن الحي بأكمله وكذلك البيئة.

### الأعمال الزراعية
كتب ليوونتين عن اقتصاديات الأعمال الزراعية وأكد أن الذرة الهجينة طُوِّرت وانتشرت ليس بسبب جودتها العالية ولكن لأنها سمحت للشركات الصناعية الزراعية بإجبار المزارعين على شراء بذورٍ جديدة كل عام بدلاً من البذور النباتية التي ينتجها محصولهم السابق من الذرة. شهد ليوونتين في دعوى غير ناجحةٍ في كاليفورنيا تتحدى تمويل الولاية للبحوث لتطوير جامعي الطماطم الآليين.

## الحياة الشخصية
كان ليوونتين أستاذ أبحاثٍ ألكسندر أغاسيز في جامعة هارفارد من عام 2003، وعمل مع العديد من فلاسفة البيولوجيا وكان له تأثيرٌ كبير على ذلك بمن فيهم وليام سي. ويمات وإليوت سوبر وفيليب كيتشر وإليزابيث لويد وبيتر جودفري سميث وساوترا ساركار وروبرت براندون، ودعوتهم في كثير من الأحيان إلى العمل في مختبره.
اعتبارًا من منتصف عام 2015، انتقل ليوونتين وزوجته ماري جين للعيش في مزرعةٍ في براتلبورو في فيرمونت.

## روابط خارجية
- ريتشارد ليونتن على موقع الموسوعة البريطانية (الإنجليزية)
- ريتشارد ليونتن على موقع ميوزك برينز (الإنجليزية)